# 베른-툰 철도 노선
베른-툰 철도 노선(Bern–Thun railway line)는 스위스 베른주의 아레 계곡을 가로지르는 복선 전철 노선이다. 독일과 이탈리아 사이의 뢰치베르크 - 심플론 축의 일부이다. 1859년 스위스 중앙 철도에 의해 개통되었다.

## 역사
베른에서 툰까지의 노선은 1859년 7월 1일 스위스 중앙 철도에 의해 개통되었다. 이 노선은 와일러펠트에서 시작하여 1858년 올텐에서 베른까지 개통된 노선을 사용했다. 1861년에는 툰에서 쉐르츨리겐까지 1km 정도 연장되었고, 그곳에서 툰호의 증기선과 연결되었다. 이것은 처음에 승객들이 여행을 계속할 수 있는 유일한 방법이었다. 1873년부터 화물 마차는 뵈델리 철도(Bödelibahn)의 델리겐역까지 페리 서비스로 운송되었으며, 당시 이 철도는 섬 운영으로 운영되었다. 1893년이 되어서야 툰호 철도가 건설되었다. 델리겐에 대한 연결을 열었다. 두 개의 오래된 툰역 사이에 툰역(1923)이 건설되고, 호수 사이에 항해용 운하가 건설되면서(1925), 두 개의 오래된 역은 이전 기능을 잃었다. 오래된 툰역은 마차 창고로 개조되었다. 쉐르츨리겐역의 여객 서비스는 중단되었고, 새로운 역의 사이딩으로 전환되었다.
중앙 철도는 국유화되고 1902년 1월 1일 스위스 연방 철도의 소유가 된 주요 사설 철도 중 하나였다.
베른 와일러펠트와 오스터문디겐 사이의 경로는 1912년에 재배치되었다. 복선으로 건설되었던 새로운 노선은 1912년 5월 20일에 개통되었다. 기존 노선은 서쪽 접근 지점에서 마차까지 이어졌다. 와일러펠트의 측선, 그로스 알멘드 남쪽에서 오스터문디겐까지 이어진다.
1913년에 뢰치베르크 산악 철도가 개통되면서 이 노선은 이탈리아로의 교통 교통을 위한 심플론 철도의 지선으로서 중요성을 갖게 되었다. 그런 다음 1921년까지 점차적으로 복선으로 전환되었고 1918/1919년에 전철화되었다. 툰-쉐르츨리겐선의 첫 번째 부분은 1918년 12월 2일부터 BLS 열차가 툰역에 진입할 수 있도록 전철화되었다. 1919년 7월 7일에는 나머지 선로가 베른으로 통전되었다. SBB의 첫 번째 통전선로로서 시험로로만 운영되지 않고 단상 교류 15,000V와 16.7Hz의 주파수로 통전된 최초의 선로였다. 트랙이 이전에 전철화된 이유 고트하르트 철도는 BLS가 이미 1913년에 발전소를 완공했지만, 고트하르트에서 전철 작업이 시작되기 전에 발전소를 건설해야 했다.
1941년 로레인 철도 고가교의 건설 및 시운전과 담슈트라세/웨스트 링을 따라 베른역으로 가는 접근로가 건설되면서 붉은 다리를 경유하는 노선이 중단되었다. 새로운 라인은 2개의 트랙으로 건설되었다. 1941년 이래로 4개의 간선 선로가 베른역과 와일러펠트 사이에서 운영되었다.
뢰츨리구트-반크도르프 연결 노선은 1967년 5월 21일에 가동되었다. 화물 열차가 이제 촐리코펜에서 오스터문디겐까지 직접 운행할 수 있기 때문에 베른 빌러펠트의 사선 교차로에서 화물 열차의 역전이 끝났다.
1922년 7월 20일에 개업한 알멘딩엔역은 1982년 시간표 변경으로 폐쇄되었으며, 지역 사회에 대한 대중교통 서비스는 VBW/SZB 버스 서비스로 대체되었다.

## 운행
장거리 교통의 경우 인터라켄–바젤 및 브리크–바젤/–취리히–로만스호른선의 인터시티 서비스와 밀라노–바젤선의 유로시티 서비스가 제공된다. 지역 교통에서 BLS AG는 베른 S-반의 S1 라인과 베른–브리크/–츠바이지멘 레기오익스프레스 서비스(뢰치베르커 세트 사용)를 운영한다. 화물 운송은 완만한 고속도로를 포함하여 이탈리아로 가는 화물 열차를 통해 이루어진다.